# Órbita (dinámica)
En matemática, en el estudio de los sistemas dinámicos, una órbita es un conjunto de puntos relacionados por la función evolución de un sistema dinámico. La órbita es un subconjunto del espacio de fases y el conjunto de todas las órbitas es una partición del espacio de fases, es decir, las órbitas nunca se interceptan en el espacio de fases. Uno de los objetivos de la teoría moderna de sistemas dinámicos es entender las propiedades de las órbitas usando topología dinámica.
Para sistemas dinámicos discretos, las órbitas son una sucesión. Para sistemas dinámicos reales, las órbitas son curvas mientras que para sistemas dinámicos holomórficos las órbitas son superficies de Riemann.

## Definición

Este diagrama muestra la órbita periódica de un sistema masa-resorte en movimiento armónico simple. (Aquí, se han invertido los ejes velocidad y posición con respecto a la convención usual para alinear los dos diagramas)

Dado un sistema dinámico (T, M, Φ) con T un grupo, M un conjunto y Φ la función evolución
{\displaystyle \Phi :U\to M} where {\displaystyle U\subset T\times M} with {\displaystyle \Phi (0,x)=x}
definimos
{\displaystyle I(x):=\{t\in T:(t,x)\in U\},}
entonces el conjunto
{\displaystyle \gamma _{x}:=\{\Phi (t,x):t\in I(x)\}\subset M}
es llamado una órbita que pasa por x. Una órbita que consiste de un solo punto es llamada órbita constante. Una órbita no-constante es llamada cerrada o periódica si existe {\displaystyle t\neq 0} en {\displaystyle I(x)} tal que
{\displaystyle \Phi (t,x)=x}.

### Sistema dinámico real
Dado un sistema dinámico real (R, M, Φ), I(x) es un intervalo abierto en los reales, o sea {\displaystyle I(x)=(t_{x}^{-},t_{x}^{+})}. Para cualquier x en M
{\displaystyle \gamma _{x}^{+}:=\{\Phi (t,x):t\in (0,t_{x}^{+})\}}
es llamada 'semi-órbita positiva a través de x y
{\displaystyle \gamma _{x}^{-}:=\{\Phi (t,x):t\in (t_{x}^{-},0)\}}
es llamada semi-órbita negativa a través de x.

### Sistema dinámico discreto
Para sistemas dinámicos de tiempo discreto:
órbita positiva de x es un conjunto :
{\displaystyle \gamma _{x}^{+}\ {\overset {\underset {\mathrm {def} }{}}{=}}\ \{\Phi (t,x):t\geq 0\}}
órbita negativa de x otro conjunto :
{\displaystyle \gamma _{x}^{-}\ {\overset {\underset {\mathrm {def} }{}}{=}}\ \{\Phi (-t,x):t\geq 0\}}
y la órbita es la unión :
{\displaystyle \gamma _{x}\ {\overset {\underset {\mathrm {def} }{}}{=}}\ \gamma _{x}^{-}\cup \gamma _{x}^{+}}
donde:
- {\displaystyle \Phi } es una función evolución {\displaystyle \Phi :X\to X} que este caso es una función iterada,
- el conjunto {\displaystyle X} es el espacio dinámico,
- {\displaystyle t} es el número de iteraciones, el cual es natural y {\displaystyle t\in T}
- {\displaystyle x} es un estado inicial del sistema y {\displaystyle x\in X}

Usualmente se utiliza otra notación:
- {\displaystyle \Phi (t,x)} se escribe como {\displaystyle \Phi ^{t}(x)}
- {\displaystyle x_{t}=\Phi ^{t}(x)} donde {\displaystyle x_{0}} es {\displaystyle x} en la notación anterior.

### Sistema dinámico general
Para un sistema dinámico general, especialmente en dinámica homogénea, cuando uno tiene un grupo "bien comportado" {\displaystyle G} actuando en un espacio de probabilidades {\displaystyle X} de una manera que conserve la métrica, una órbita {\displaystyle G.x\subset X} será llamada periódica (o equivalentemente cerrada) si un estabilizador {\displaystyle Stab_{G}(x)} es una red dentro de {\displaystyle G}.
La clasificación de órbitas puede llevar a preguntas interesantes con relación a otras áreas de la matemática, por ejemplo, la conjetura de Oppenheim (demostrada por Margulis) y la conjetura de Littlewood (demostrada parcialmente por Lindenstrauss) tratan con la pregunta de si toda órbita acotada de alguna acción natural en el espacio homogéneo {\displaystyle SL_{3}(\mathbb {R} )\backslash SL_{3}(\mathbb {Z} )} es una órbita periódica. Esta observación se debe a Raghunathan y en diferente lenguaje a Cassels y Swinnerton-Dyer.

## Ejemplos

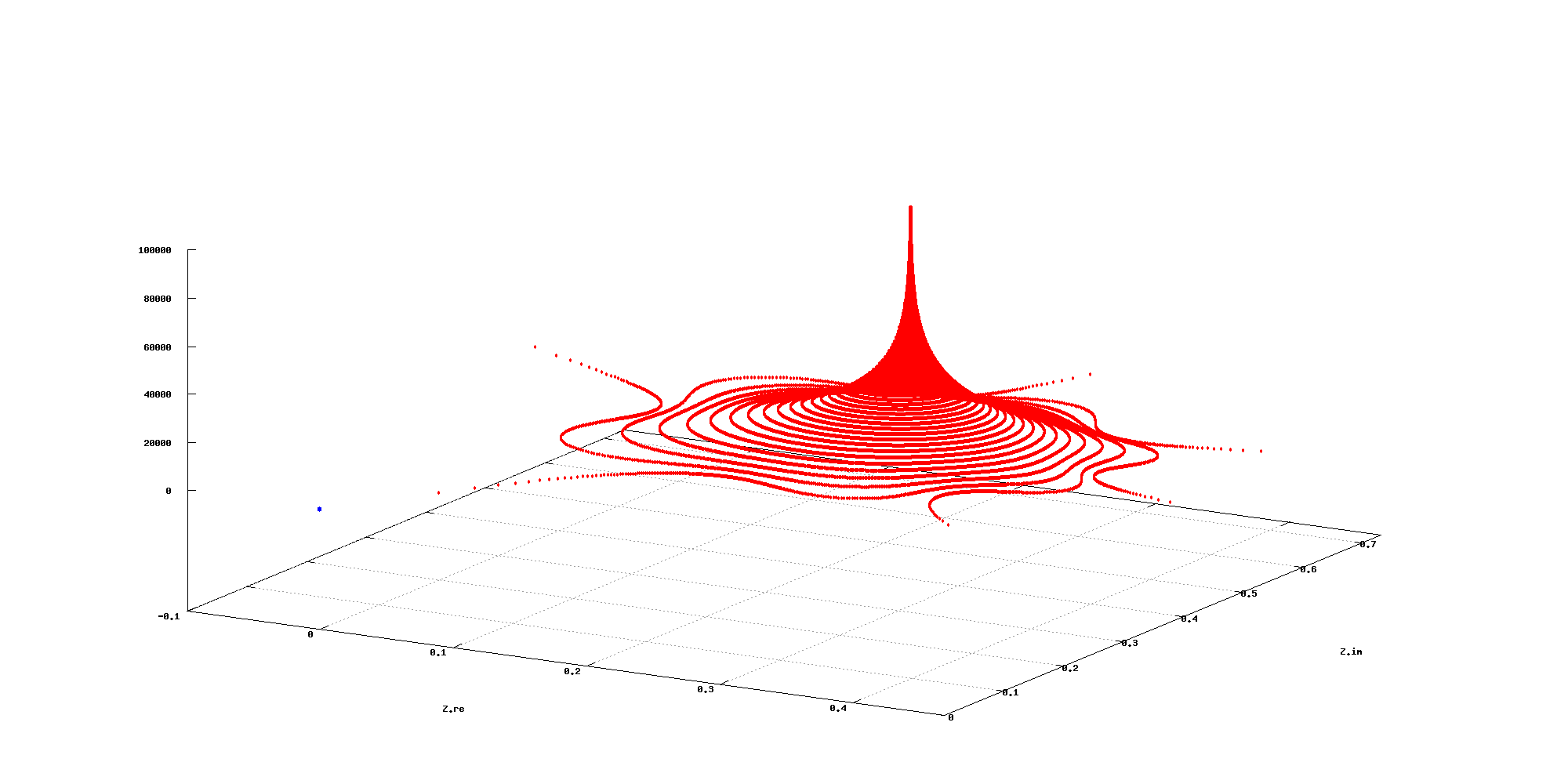
Órbita crítica de un sistema dinámico discreto basado en un polinomio cuadrático complejo. Tiende débilmente a un punto fijo atractor con multiplicador=0.99993612384259

- La órbita de un punto de equilibrio es una órbita constante

## Estabilidad de las órbitas
Una clasificación básica de las órbitas es
- órbitas constantes o puntos fijos
- órbitas periódicas
- órbitas no-constantes y no-periódicas

Una órbita puede no ser cerrada de dos formas.
Puede ser una órbita asintóticamente periódica si su límite converge a una órbita periódica. Tales órbitas no son cerradas pues nunca se repiten, pero pueden aproximarse arbitrariamente cerca de una órbita cerrada.
Una órbita también puede ser caótica. Estas órbitas se acercan arbitrariamente al punto inicial, pero nunca convergen a una órbita periódica. Exhiben una dependencia sensible a condiciones iniciales, lo que significa que pequeñas diferencias en el valor inicial pueden resultar en grandes diferencias a tiempos posteriores.
Existen otras propiedades de las órbitas que permiten otras clasificaciones. Una órbita puede ser hiperbólica si puntos cercanos se convergen o divergen de la órbita exponencialmente rápido.